# リエルナ
リエルナ （伊: Lierna）は、イタリア共和国ロンバルディア州レッコ県にある、人口約2,100人の基礎自治体（コムーネ）。
リエルナ城がある。

## 地理

### 位置・広がり
レッコ県中部、コモ湖畔のコムーネ。県都レッコから北北西へ14kmの距離にある。

#### 隣接コムーネ
隣接するコムーネは以下の通り。
- エージノ・ラーリオ
- マンデッロ・デル・ラーリオ
- オリヴェート・ラーリオ
- ヴァレンナ

### 気候分類・地震分類
気候分類では、zona E, 2220 GGに分類される。
また、イタリアの地震リスク階級 (it) では、zona 4 (sismicità molto bassa) に分類される。

## 行政

### 分離集落
リエルナには、以下の分離集落（フラツィオーネ）がある。
- Castello, Villa (sede comunale), Casate, Ciserino (Cisarino), Genico, Giussana, Grumo, Mugiasco, Olcianico, Sornico

### 山岳部共同体
レッコ県とベルガモ県にまたがる広域自治体「ラーリオ・オリエターレ＝ヴァッレ・サン・マルティノ山岳部共同体」（事務所所在地: ガルビアーテ）を構成する自治体のひとつである。